# 2010年バンクーバーオリンピックの韓国選手団
2010年バンクーバーオリンピックの韓国選手団（2010ねんバンクーバーオリンピックのかんこくせんしゅだん）は、2010年2月12日から2月28日までカナダのブリティッシュコロンビア州バンクーバー市で開催された2010年バンクーバーオリンピックの韓国選手団、およびその競技結果。

## 概要
今大会は金メダル6個、銀メダル6個、銅メダル2個の合計14個のメダルを獲得した。
フィギュアスケート女子シングルで金妍兒が金メダルを獲得、韓国にフィギュアスケート競技初メダルをもたらした。

## メダル
| メダル | 選手名                                     | 競技               | 種目            |
| ------ | ------------------------------------------ | ------------------ | --------------- |
| 金     | 牟太釩                                     | スピードスケート   | 男子500m        |
| 金     | 李相花                                     | スピードスケート   | 女子500m        |
| 金     | 李承勳                                     | スピードスケート   | 男子10000m      |
| 金     | 金妍兒                                     | フィギュアスケート | 女子シングル    |
| 金     | 李政洙                                     | ショートトラック   | 男子1000m       |
| 金     | 李政洙                                     | ショートトラック   | 男子1500m       |
| 銀     | 牟太釩                                     | スピードスケート   | 男子1000m       |
| 銀     | 李承勳                                     | スピードスケート   | 男子5000m       |
| 銀     | 成始柏                                     | ショートトラック   | 男子500m        |
| 銀     | 李昊錫                                     | ショートトラック   | 男子1000m       |
| 銀     | 李ウンビョル                               | ショートトラック   | 女子1500m       |
| 銀     | 李政洙 成始柏 李昊錫 郭潤起 キム・ソンイル | ショートトラック   | 男子5000mリレー |
| 銅     | 朴勝羲                                     | ショートトラック   | 女子1000m       |
| 銅     | 朴勝羲                                     | ショートトラック   | 女子1500m       |